# Gabriel-Joseph Laumondais
Joseph-Gabriel Laumondais, né le 21 janvier 1799 à Saint-Hilaire-du-Harcouët et mort le 7 décembre 1882 à La Prévière, est un homme politique français, député de la Manche.

## Biographie
Gabriel-Joseph Laumondais est le fils de Gabriel Laumondais, premier maire électif de Laval.
Reçu avocat en 1820, il est nommé juge de paix à Mortain à l'avènement de Louis-Philippe, en juillet 1830. Libéral, il démissionne après six mois pour protester contre la tendance réactionnaire du nouveau gouvernement. Chef de l'opposition au conseil municipal de Saint-Hilaire-du-Harcouët durant toute la monarchie de Juillet, il siège au conseil général de la Manche à partir de 1842. 
Les électeurs de la Manche l'élisent à l'Assemblée nationale constituante de 1848. Indépendant et radical, il y siège à gauche, votant pour le bannissement de la famille royale et en faveur de la constitution mais contre sa sanction par le peuple.
Non reconduit en 1849, il demeure conseiller général de Saint-Hilaire jusqu'en 1851.